# 直布罗陀英军
直布罗陀英军，指英国驻扎在直布罗陀的部隊。直布罗陀主要用作军事训练基地，这得益于其良好的气候与地形，并且该地也是舰船穿越直布羅陀海峽、地中海的必经之地。

## 驻直布罗陀单位
- 直布罗陀英军总部（HQ, British Forces Gibraltar）
- 皇家直布罗陀团（英语：Royal Gibraltar Regiment）
- 皇家海軍直布羅陀戰隊（英语：Gibraltar Squadron）
- 联合宪兵保安隊（Joint Provost and Security Unit）
- 直布罗陀皇家空军基地（英语：RAF Gibraltar）
- 直布罗陀國防部警察（英语：Gibraltar Defence Police）